# Marcel Lambert (Fußballspieler)
Marcel Lambert (* 1876; † 1901) war ein französischer Fußballspieler.
Lambert nahm bei den Olympischen Sommerspielen 1900 mit dem Club Français Paris am Fußballturnier teil. Sein Team verlor mit 0:4 gegen den Upton Park FC, der das Vereinigte Königreich repräsentierte, konnte sich aber mit 6:2 gegen die Auswahl der Université libre de Bruxelles, die für Belgien antrat, durchsetzen.
Er starb im September 1901 an Schwindsucht.